# Mike Zalewski
Michael "Mike" Zalewski, född 18 augusti 1992, är en amerikansk professionell ishockeyspelare som spelar för Vancouver Canucks i National Hockey League (NHL). Han har spelat på lägre nivåer för Utica Comets i American Hockey League (AHL) och RPI Engineers (Rensselaer Polytechnic Institute) i National Collegiate Athletic Association (NCAA).
Zalewski blev aldrig draftad av någon NHL-organisation.
Han är bror till ishockeyspelaren Steven Zalewski som spelade i NHL för San Jose Sharks och New Jersey Devils.

## Statistik
| 2009–2010   | Syracuse Jr. Stars | EJHL        | 43 | 16 | 32 | 48 | 28 | 2  | 0 | 1 | 1 | 4  |
| 2010–2011   | Vernon Vipers      | BCHL        | 46 | 12 | 17 | 29 | 34 | 16 | 5 | 3 | 8 | 4  |
| 2011–2012   | Vernon Vipers      | BCHL        | 60 | 38 | 37 | 75 | 83 | —  | — | — | — | —  |
| 2012–2013   | RPI Engineers      | NCAA        | 36 | 12 | 9  | 21 | 22 | —  | — | — | — | —  |
| 2013–2014   | Vancouver Canucks  | NHL         | 2  | 0  | 1  | 1  | 0  | —  | — | — | — | —  |
|             | RPI Engineers      | NCAA        | 35 | 9  | 17 | 26 | 53 | —  | — | — | — | —  |
| 2014–2015   | Utica Comets       | AHL         | 55 | 3  | 9  | 12 | 18 | 23 | 1 | 2 | 3 | 14 |
| 2015–2016   | Vancouver Canucks  | NHL         | 2  | 0  | 1  | 1  | 2  | —  | — | — | — | —  |
|             | Utica Comets       | AHL         | 36 | 8  | 9  | 17 | 16 | —  | — | — | — | —  |
| NHL totalt  | NHL totalt         | NHL totalt  | 4  | 0  | 2  | 2  | 2  | —  | — | — | — | —  |
| AHL totalt  | AHL totalt         | AHL totalt  | 91 | 11 | 18 | 29 | 34 | 23 | 1 | 2 | 3 | 14 |
| NCAA totalt | NCAA totalt        | NCAA totalt | 71 | 21 | 26 | 47 | 75 | —  | — | — | — | —  |